# 3,3,4-trimetilhexano
El 3,3,4-trimetilhexano es un alcano de cadena ramificada con fórmula molecular C9H20.